# Louis XVIII
 (octobre 2023).
Si vous disposez d'ouvrages ou d'articles de référence ou si vous connaissez des sites web de qualité traitant du thème abordé ici, merci de compléter l'article en donnant les références utiles à sa vérifiabilité et en les liant à la section « Notes et références ».
Louis XVIII, né le 17 novembre 1755 à Versailles sous le nom de Louis Stanislas Xavier de France et par ailleurs comte de Provence (1755-1795) — est roi de France et de Navarre du 6 avril 1814 au 20 mars 1815 puis du 8 juillet 1815 à sa mort, le 16 septembre 1824, à Paris.
Issu de la Maison de Bourbon, petit-fils du roi Louis XV de France, quatrième fils du dauphin Louis et de la Dauphine née Marie-Josèphe de Saxe et frère cadet de Louis XVI, il est appelé « Monsieur » quand ce dernier devient roi. Exilé sous la Révolution française et le Premier Empire, il adopte de jure en tant que prétendant au trône le nom de Louis XVIII, l'ordre dynastique incluant son neveu Louis XVII mort en prison en 1795 (à l'âge de 10 ans) sans avoir jamais régné.
Surnommé « le Désiré » par les royalistes, il revient en France lors de la Restauration qui suit la chute de l'empereur Napoléon Ier. Il est brièvement renversé durant les Cent-Jours, puis revient à nouveau au pouvoir après la bataille de Waterloo, installant pour la première fois en France un régime parlementaire, certes tempéré par un très strict suffrage censitaire.
Durant son règne, considérant l'évolution de la France entre 1789 et 1814, Louis XVIII s'attelle à composer avec les acquis de la Révolution et de l'Empire. Ayant quitté la France à l'âge de 35 ans le même jour que la famille royale (qui est reconnue et arrêtée à Varennes), il en a 58 quand son règne commence effectivement après avoir passé 23 ansen exil. Il « octroie » au peuple une constitution utilisant un terme d'Ancien Régime, la Charte constitutionnelle de 1814, tout en menant une politique de réconciliation et d'oubli concernant les violences révolutionnaires en tentant de calmer la Terreur blanche. Il compose dans un premier temps avec une chambre parlementaire « plus royaliste que le roi », la Chambre introuvable. Mais en 1820, après l'assassinat de son neveu le duc de Berry, troisième dans l'ordre de succession au trône et seul mâle en mesure d'assurer la succession au trône, la Restauration prend un tournant plus dur, voire réactionnaire, que le roi laisse mener par le président du conseil Villèle. Son règne est aussi marqué par l'expédition d'Espagne (1823).
Il meurt sans descendance et est inhumé à la basilique Saint-Denis. Il est le dernier monarque français à recevoir ce privilège, et également le dernier mort sur le trône, les trois suivants (roi de France, roi des Français et empereur) ayant été renversés. Son frère cadet, le comte d’Artois, lui succède sous le nom de Charles X. La Restauration prend fin avec la révolution de 1830, qui met sur le trône Louis-Philippe, roi des Français.

## Jeunes années

### Naissance et baptême

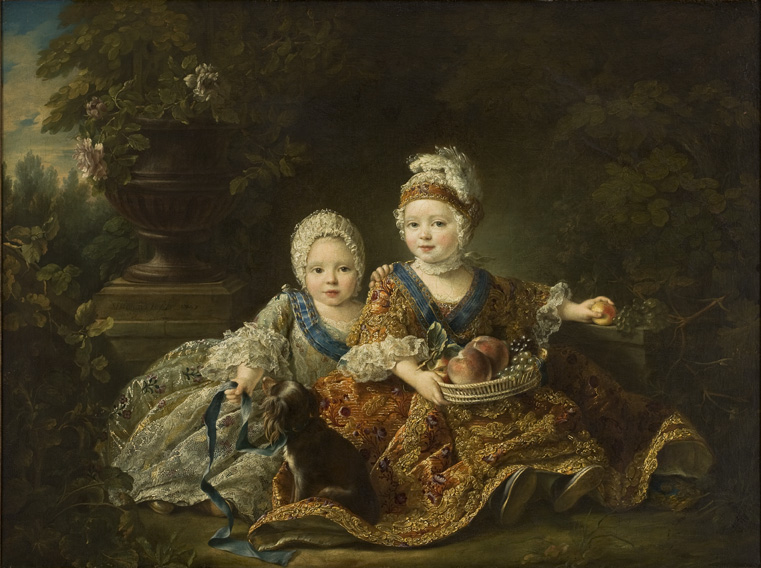
Le comte de Provence et son frère le duc de Berry, futur Louis XVI, par François-Hubert Drouais.

Né le 17 novembre 1755 à Versailles et ondoyé le même jour par le cardinal de Soubise, Louis Stanislas Xavier est le quatrième fils du dauphin Louis et de sa seconde épouse Marie-Josèphe de Saxe, et est ainsi le petit-fils de Louis XV. Il est le frère cadet de Louis-Joseph, duc Bourgogne, de Louis Auguste, futur Louis XVI, et le frère aîné de Charles-Philippe, futur Charles X. Petit-fils de France, Louis Stanislas Xavier est titré comte de Provence et se voit attribuer pour armes de France à la bordure dentelée de gueules.
Le 22 mars 1761, le duc de Bourgogne meurt à l'âge de 10 ans. Ce décès du futur roi plonge la famille royale dans le deuil. Louis-Auguste devient héritier en second et Louis-Stanislas, héritier en troisième place. Le 18 octobre 1761, le même jour que son frère aîné Louis Auguste, Louis Stanislas Xavier est baptisé par l'archevêque Charles Antoine de La Roche-Aymon dans la chapelle royale du château de Versailles, en présence de Jean-François Allart (1712-1775), curé de l'église Notre-Dame de Versailles. Son parrain est son arrière-grand-père Stanislas Ier de Pologne, duc viager de Lorraine et de Bar, représenté par Louis-François de Bourbon-Conti, et sa marraine est sa tante Victoire Louise Marie Thérèse de France.

### Enfance à Versailles
Louis Stanislas Xavier est le quatrième fils et le huitième enfant sur treize du couple formé par le dauphin Louis et Marie-Josèphe de Saxe. Tout comme son frère aîné, le futur Louis XVI, il passe son enfance au château de Versailles, où il reçoit une éducation solide. Cultivé, il est fin latiniste. Il a de l'esprit, mais n'est pas très aimé de son grand-père, le roi Louis XV, qui le chérit encore moins que ses frères.

### Mariage du prince

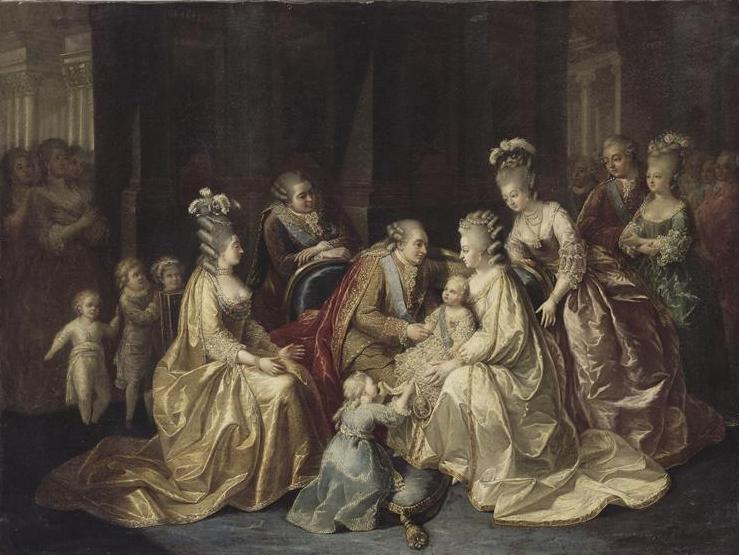
Louis, comte de Provence et son épouse Marie-Joséphine de Savoie, tous deux à droite.

Louis, comte de Provence, épouse Marie-Joséphine de Savoie, (1753–1810), fille du roi Victor-Amédée III de Sardaigne et de Marie-Antoinette d'Espagne, le 14 mai 1771 dans la chapelle royale du château de Versailles. Les témoins sont son grand-père Louis XV, ses frères Louis Auguste et Charles Philippe, sa belle-sœur Marie-Antoinette, sa sœur Clotilde et ses tantes Adélaïde, Victoire et Sophie.
Marie-Joséphine de Savoie est la sœur de Marie-Thérèse, épouse du futur roi Charles X de France.

### Favoris et favorites
Louis XVIII eut plusieurs favorites mais également des favoris :
- François de Béziade (1759-1811), comte puis duc d'Avaray (1799) ;
- Casimir de Blacas d’Aulps (1771-1839), comte puis duc de Blacas (1821) ;
- Élie Decazes (1780-1860), comte (1816) puis duc Decazes (1820) et duc de Glücksberg (par le roi Frédéric VI de Danemark en 1818) ;
- Anne Nompar de Caumont La Force (1758-1842), comtesse de Balbi ;
- Zoé Talon (1785-1852), comtesse de Baschi et du Cayla ;
- Anne-Marie de Jouvence, comtesse de Ponevej[9].

### Rapprochement avec le Languedoc

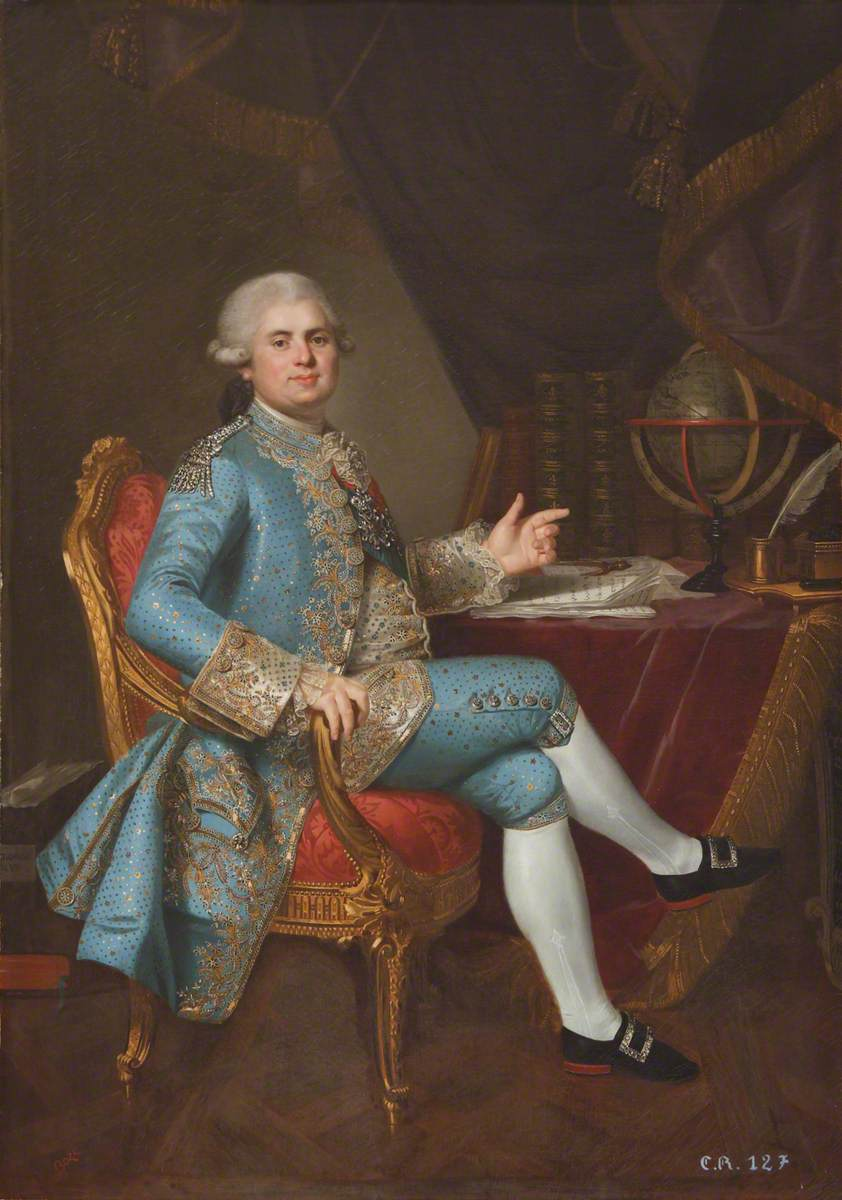
Le comte de Provence.

Une éventuelle initiation à la franc-maçonnerie en compagnie de ses frères, dans la loge maçonnique dite des « Trois Frères » à Versailles, a parfois été suggérée mais jamais démontrée,,.
Son statut de frère du roi ne l'empêche pas de critiquer la politique de celui-ci. Mécontent et inquiet de la politique royale d'apaisement et d'ouverture aux théories des Lumières, Louis Stanislas cherche à s'installer dans la province de Languedoc et à en faire son fief, lui permettant ainsi de se ménager une action directe et distincte de celle de frère. En 1775, il sollicite en vain le titre de gouverneur du Languedoc. Il avait même acheté l'année précédente le comté de l'Isle-Jourdain qui lui assurait, par la forêt de Bouconne, accès et influence jusque dans Toulouse.
Au printemps 1777, un voyage l'amène à Toulouse où il assiste le 21 juin, à une séance de l'Académie des Jeux floraux et entend la lecture de trois odes. En son honneur, les parlementaires de la ville organisent une réception chez le comte Riquet de Caraman. Il s'embarque ensuite au Port Saint-Sauveur et continue son périple sur le canal du Midi. À chaque étape, les auberges et maisons sont décorées suivant les ordres des Riquet de Caraman, concessionnaires du canal. La décoration de la maison du receveur du canal à Agde est particulièrement soignée pour la réception de Monsieur.

## Révolution française

### Débuts de la Révolution

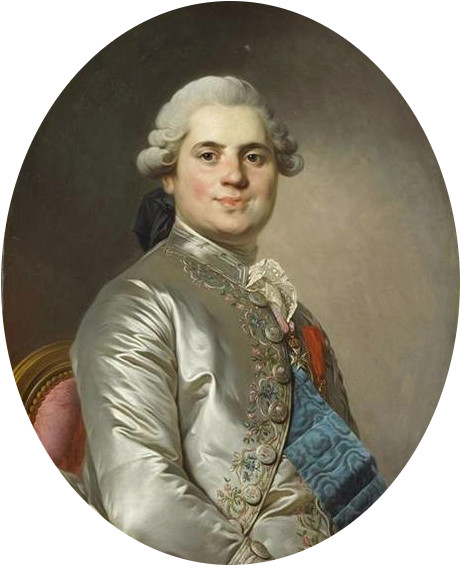
Le jeune comte de Provence.

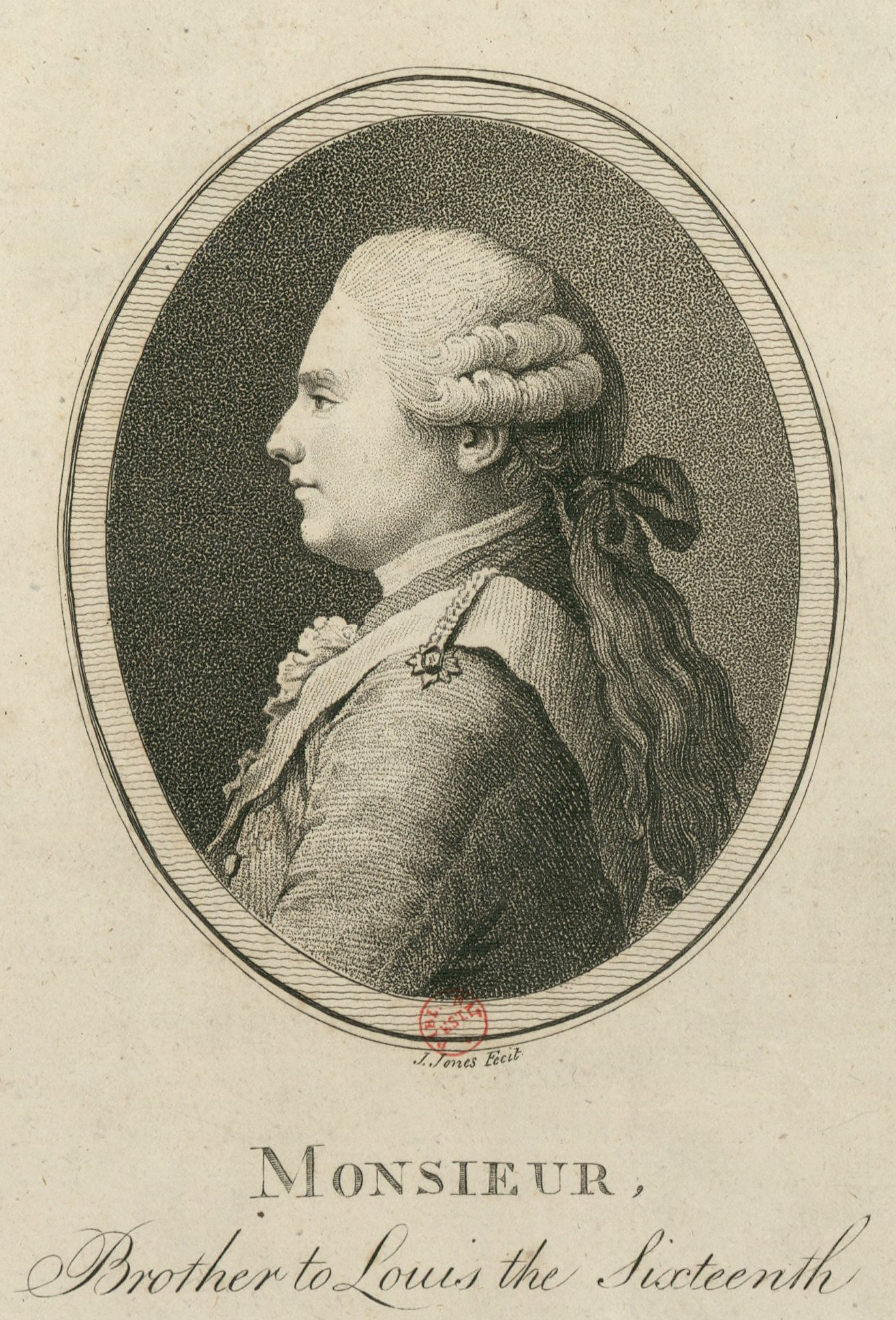
Le comte de Provence en 1794.

Après avoir agité la cour de Louis XVI en facilitant la chute des ministres réformateurs Turgot, Necker, Calonne, puis bloqué les réformes proposées par Calonne, en les déclarant inconstitutionnelles en tant que président de l'un des bureaux de l'Assemblée des notables de 1787, il réclame pour le tiers état le doublement du nombre de députés aux états généraux.
Durant l'assemblée des notables organisée à Versailles à la fin de l'année 1788, le comte de Provence vota pour le doublement de la représentation du Tiers-État aux états généraux (généralement perçu, a posteriori comme une des principales causes de la Révolution française), action qu'il reconnaîtra ensuite comme « une des plus grandes fautes » de sa vie.

### Départ de la cour de Versailles
À la suite du départ de la cour de Versailles pour Paris après les journées des 5 et 6 octobre 1789, le comte de Provence est installé au Petit Luxembourg. Comme son frère aîné, il ne se sent plus assez libre et prépare un plan d'évasion (il en prépare deux, car son épouse sortira de Paris par un autre moyen).
Dans ses mémoires, il explique préalablement avoir corrigé la déclaration de Louis XVI qui explique son départ de Paris, mais à aucun moment, il ne dit avoir eu connaissance, avant le 19 juin, veille du départ, du plan précis de Louis XVI qui consistait à partir vers l'est afin de rejoindre la place forte de Montmédy et de reprendre militairement la main sur la Révolution.

## Les années d'exil à l'étranger

### Fuite vers les Pays-Bas
Le 20 juin 1791, date du départ du roi Louis XVI et sa famille des Tuileries, le comte de Provence quitte également sa résidence surveillée. Déguisé et muni d'un passeport anglais, il rejoint ainsi sans la moindre difficulté les Pays-Bas autrichiens, via Avesnes et Maubeuge. Il se réfugie à Bruxelles puis Coblence, capitale de l’électorat de Trèves, dont un de ses oncles maternels est l’archevêque et le souverain.
Il rencontre l’empereur Léopold II et lui inspire la déclaration de Pillnitz d’août 1791, qui galvanisa les Girondins.
Il refuse de reconnaître l’autorité du roi et se voit déchu de ses droits de prince du sang par l'Assemblée législative en janvier 1792. Il tente de rentrer en France à la tête d’une armée de 14 000 hommes mais doit rebrousser chemin après la bataille de Valmy et se réfugie à Hamm, en Westphalie.
En janvier 1793, ayant appris l’exécution de son frère aîné, il se proclame « régent » pour le dauphin, lequel demeure prisonnier des révolutionnaires à Paris, et le proclame roi de France sous le nom de jure de Louis XVII. À la mort de l’enfant, le 8 juin 1795, il devient le dépositaire légitime de la couronne de France et prend le nom de Louis XVIII.

### Errance en Europe
Entre 1794 et 1796 il loge à Vérone, mais il doit quitter la ville quand le Directoire demande officiellement à la république de Venise de l'expulser. Le général Bonaparte avec son armée d’Italie entrera dans la ville en juin 1796, un mois après le départ du comte de Provence.
En juillet 1796, à Dillingen, il subit une tentative d'attentat : un coup de feu le vise, mais ne l'atteint pas.
Après un séjour à Riegel, dans le Pays de Bade, puis au château de Blankenbourg, dans le Brunswick, il est hébergé à partir de 1797 par le tsar Paul Ier de Russie, avec sa famille et sa cour, dans le gouvernement de Courlande, dans l'ancien palais des ducs de Courlande, à Mittau, aujourd'hui Jelgava, en Lettonie, jusqu'en 1801.
En janvier 1801, il doit quitter Mittau et trouve refuge à Varsovie, dans l'ancien palais de son arrière-grand-père, Stanislas Leczinski, jusqu'en 1804.
Après le coup d'État du 18 Brumaire et la mise en place du Consulat, Louis XVIII entre en négociations avec Napoléon Bonaparte en vue du rétablissement de la monarchie. Toutefois, après l'explosion de la machine infernale rue Saint-Nicaise le 24 décembre 1800 et la découverte de la culpabilité des royalistes, le Premier consul rompt définitivement toute négociation et adresse une réponse sans ambages au prétendant : « Vous ne devez pas souhaiter votre retour en France ; il vous faudrait marcher sur cent mille cadavres... »

### Les années 1804-1807
En mars 1804, l'enlèvement, puis l'exécution sommaire du duc d'Enghien creusent un profond fossé entre la nouvelle dynastie des Bonaparte et la Maison de Bourbon. En juillet 1804, Louis XVIII subit à Varsovie une tentative d'empoisonnement à l'arsenic visant aussi son entourage familial.
Pendant l'année 1804, à la demande de Napoléon, le roi de Prusse Frédéric-Guillaume se résout à se séparer de ses hôtes ; Louis XVIII et les autres émigrés composant sa cour sont priés de quitter le territoire prussien et s'établissent à Kalmar, en Suède.
Louis XVIII y invite les princes du sang, dans le but de rappeler aux souverains européens ses prétentions sur le trône de France. Seul le comte d’Artois, son frère qu’il n’avait pas vu depuis près de douze ans, une certaine froideur ayant toujours existé entre eux, s'y rend, en septembre 1804. L’entrevue de Kalmar ne les rapproche pas ; ils se quittent après dix-sept jours de conférences, assez mécontents l’un de l’autre.
Le futur Charles X reprend le chemin de Londres et Louis revient à Riga, attendre la réponse du cabinet de Saint-Pétersbourg, à propos d’un nouvel asile sur le sol russe. Le nouvel empereur, Alexandre Ier de Russie, qui succédait à son père le tsar Paul Ier, donne une suite favorable à sa demande et Louis s'installe à nouveau à Mittau, alors en Courlande, dans l'actuelle Lettonie, où une cour d'une centaine de fidèles l'a suivi.
Une fois réinstallé, Louis XVIII rédige son dernier manifeste public pendant son séjour à l’étranger. Il se décide, cette fois, à accepter nettement la Révolution et ses suites. Non seulement il admet l’amnistie entière pour tous les votes antérieurs à 1804, ainsi que l’engagement de conserver à chaque Français ses grades, ses emplois et ses pensions, il garantit en outre la liberté et l’égalité pour les personnes, le maintien de toutes les propriétés et la protection de tous les intérêts sans exception.

« Au sein de la mer Baltique, en face et sous la protection du ciel, fort de la présence de notre frère, de celle du duc d’Angoulême, notre neveu, de l’assentiment des autres princes de notre sang, qui tous partagent nos principes et sont pénétrés des mêmes sentiments qui nous animent, nous le jurons ! Jamais on ne nous verra rompre le nœud sacré qui unit nos destinées aux vôtres, qui nous lie à vos familles, à vos cœurs, à vos consciences ; jamais nous ne transigerons sur l’héritage de nos pères, jamais nous n’abandonnerons nos droits. Français ! Nous prenons à témoin de ce serment le Dieu de saint Louis, celui qui juge toutes les justices !
 Donné à Mittau, le 2 décembre de l’an de grâce 1804, et de notre règne le dixième — Louis. »

Cette déclaration, imprimée à Hambourg, au nombre de dix mille exemplaires, est répandue sur tout le continent et envoyée en France à toutes les autorités constituées, ainsi qu’aux plus notables habitants de chaque département.
Le second séjour à Mittau du prétendant ne dure que trois ans. Les défaites d’Austerlitz, d’Eylau et de Friedland aboutissent au traité de Tilsit, signé le 9 juillet 1807, par lequel la France et la Russie deviennent alliées. Alexandre laisse entendre à Louis XVIII que sa présence à Mittau en Courlande pourrait gêner son nouvel allié. Comprenant qu’il devait chercher un nouvel asile et n'ayant plus à choisir qu’entre le Nouveau Monde et l’Angleterre, Louis XVIII se décide pour l’hospitalité britannique. Vers le milieu d’octobre 1807, depuis Göteborg en Suède, il avertit le comte d’Artois de sa prochaine arrivée, ce qui n’était pas pour lui plaire. Les confidents du comte d'Artois réussissent à persuader un des membres du cabinet britannique, Lord Canning, qu’il était nécessaire, dans l’intérêt même du gouvernement britannique d’éloigner Louis XVIII de Londres et de le confiner en Écosse. Le Royaume-Uni est alors la seule puissance encore en lutte avec la France impériale et qui refuse à Louis XVIII le titre de roi, en lui signifiant qu’à aucune époque, le rétablissement de sa famille n’avait semblé moins plausible. Après de longues tractations, Louis XVIII accepte de débarquer en Angleterre, comme simple particulier sous le nom de comte de L’Isle-Jourdain (que ses contemporains transformeront en « comte de Lille ») et en promettant de ne pas faire d’action politique sur le sol britannique.

### Les années 1808-1812
Louis XVIII fixe sa résidence à Gosfield Hall, dans l'Essex, fin 1807. Il quitte ce château en 1809. Il vient alors habiter Hartwell House, propriété du baronnet Sir Henry Lee dans le comté de Buckingham, près de Londres. Son épouse, Marie-Joséphine de Savoie, y meurt le 13 novembre 1810.

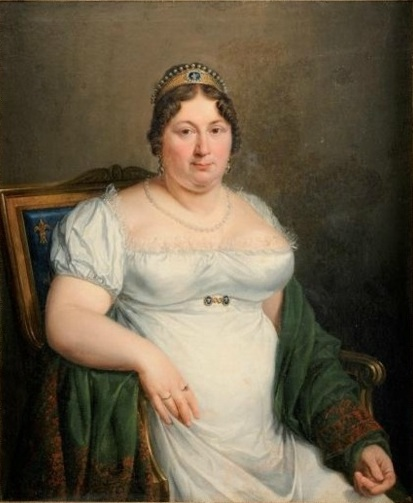
Portrait rétrospectif de Marie-Joséphine de Savoie par Marie-Éléonore Godefroid, vers 1809-1810.

Ses revenus, à l'époque, s’élèvent à 60 000 francs environ que lui payaient le gouvernement britannique et la cour du Brésil, mais il devait mener un train de vie réduit puisque cette somme était répartie entre ses protégés, ses agents dans les différentes cours d’Europe (pour être au courant des politiques menées) et que la guerre entraînait une inflation des prix qui étaient déjà élevés.

## Roi de France et de Navarre

### Première Restauration

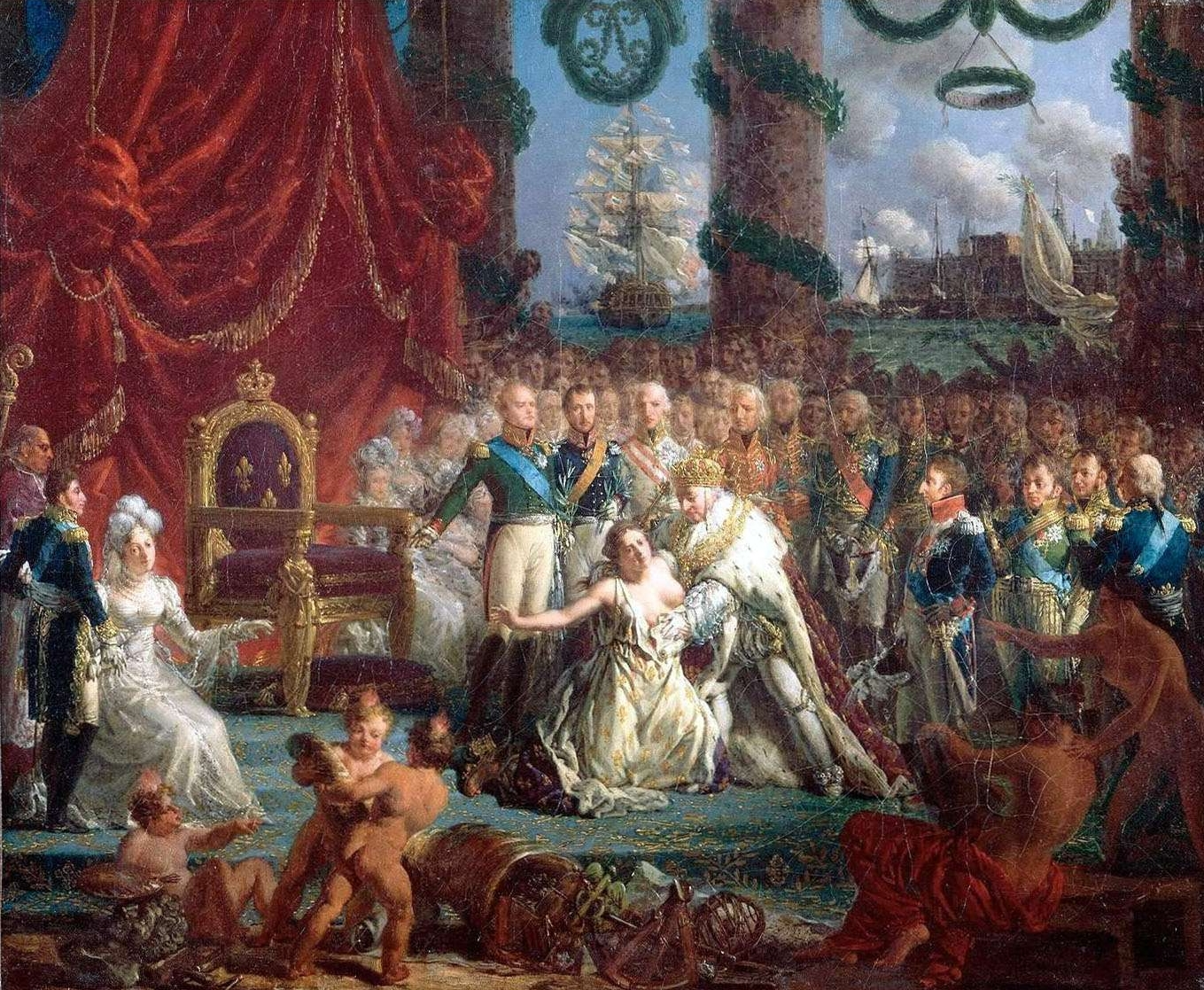
Allégorie du retour des Bourbons le 24 avril 1814 : Louis XVIII relevant la France de ses ruines.

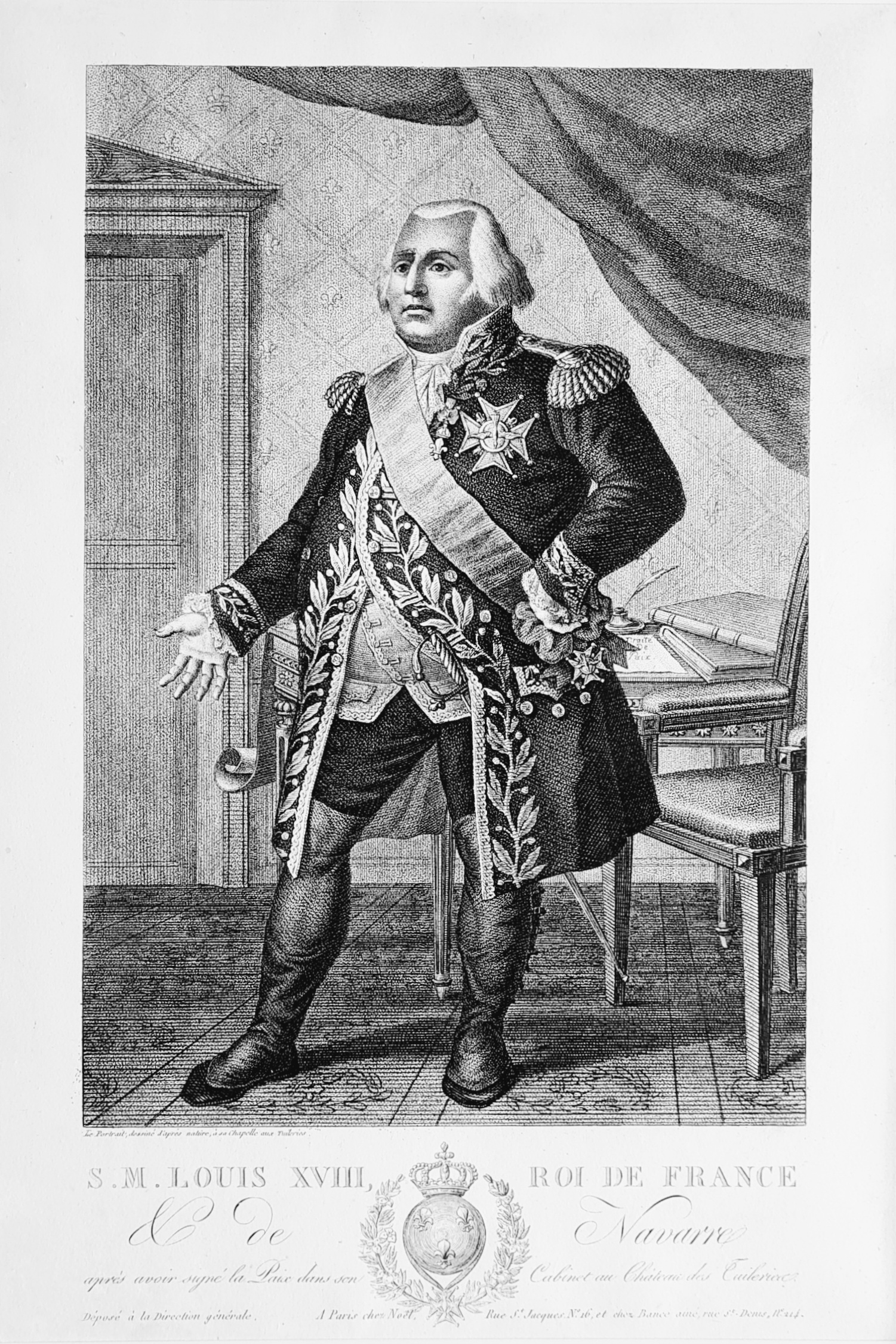
S. M. Louis XVIII, roi de France & de Navarre après avoir signé la Paix dans son Cabinet au Château des Tuileries, estampe gravée en mai 1814, éditée par Francisque Noël et Bance ainé, début XIX^{e}.

Au fur et à mesure des guerres napoléoniennes, et spécialement à partir de 1812, les coalisés semblent reprendre l’avantage, éveillant en Louis XVIII l’espérance du retour.
Après la défaite de Napoléon en 1814, les coalisés réunis au congrès de Vienne hésitent encore sur le successeur à choisir à Napoléon. Désireux d’installer sur le trône de France un allié, mais aussi un chef légitime, ils hésitent entre Louis XVIII, dont l’impopularité pose un problème, le « roi de Rome », fils de Napoléon, mais aussi le maréchal Bernadotte ou encore Eugène de Beauharnais, et à défaut une république. Talleyrand emporte finalement l’opinion des Alliés en faveur de Louis XVIII.
Au lendemain de la signature de la convention d'armistice par le comte d'Artois, frère du roi, le samedi 23 avril 1814, il débarque à Calais le 24 avril 1814.

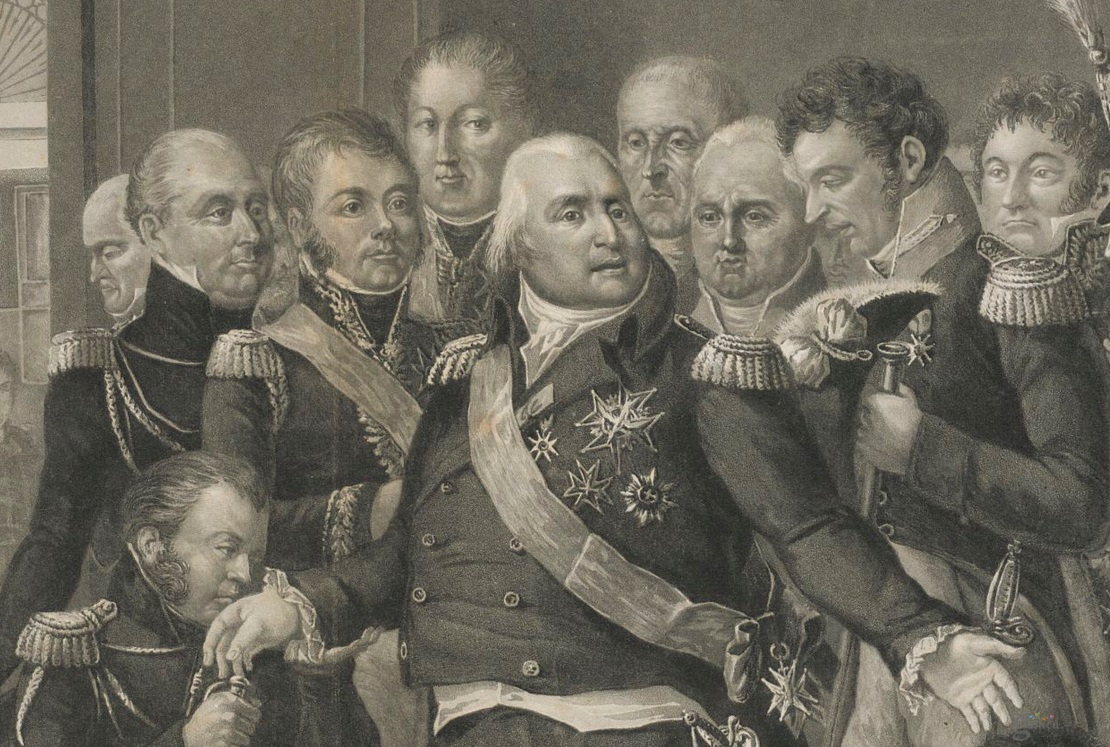
Charles François Marie Le Prévost de Basserode baisant la main de Louis XVIII avant son exil à Gand en 1815.

« Octroyant » une Charte constitutionnelle restaurant la royauté bourbonnienne à ses sujets, il devient roi de France sous le nom de Louis XVIII le Désiré. Les termes « octroyer » et « roi de France » sont importants en droit, puisqu’ils signifient que la souveraineté appartient au roi, et non au peuple ou à la nation : c’est lui qui octroie la Charte aux Français et non les Français qui décident d’une constitution ; contrairement à un roi des Français qui serait roi parce que les Français l’ont mis sur le trône, un roi de France est souverain de droit divin. Il nie donc la théorie révolutionnaire de la souveraineté nationale, voire de la souveraineté populaire, comme en témoigne sa devise « union et oubli » (union des Français, oubli de la Révolution française et de Napoléon).
Le 2 mai, Louis XVIII, dans sa déclaration de Saint-Ouen, écarte toute idée de retour à l'Ancien Régime, sans pour autant accepter le projet de constitution d'inspiration monarchique du 6 avril 1814 qui lui est soumis, rédigé par le gouvernement provisoire et le Sénat.
Venant du château de Saint-Ouen, il fait son entrée dans Paris par la barrière Saint-Denis, le mardi 3 mai 1814.
Signataire du traité de Paris, le 30 mai, il accepte quelques jours plus tard la Charte du 4 juin 1814 que lui soumet la commission de rédaction présidée par le chancelier de France (ministre de la Justice), Charles Henri Dambray.
Mais la Restauration ne dure pas. Confronté au non-paiement de sa pension, attribuée par le traité de Fontainebleau, et devant le mécontentement croissant des Français, Napoléon quitte son exil de l'île d'Elbe et débarque à Golfe-Juan le 1er mars 1815.
Le 19 mars, Napoléon arrivant aux portes de Paris, Louis XVIII et sa cour quittent Paris et se dirigent vers Beauvais puis s'installent à Gand, en Belgique, ce qui lui vaut le surnom de « Notre père de Gand » par les chansonniers.
L'absence de Louis XVIII ne dure que trois mois et demi. Ce sont les Cent-Jours, qui amènent la septième coalition.
La défaite de Waterloo, contre cette coalition, le 18 juin, amène à son tour, en juillet 1815, la réinstallation de Louis XVIII sur le trône de France, aux termes d'un second traité de Paris, qui sera signé le 20 novembre 1815.
Ce second traité de Paris impose à la France de sévères conditions : paiement d'une lourde indemnité et occupation par les troupes étrangères, conditions que Louis XVIII va s'attacher à adoucir.

### Seconde Restauration

La famille royale en 1816 avec, de gauche à droite, le comte d'Artois (futur Charles X), Louis XVIII, la duchesse du Berry, la duchesse d'Angoulême, le duc d'Angoulême et le duc du Berry.

Le règne de Louis XVIII est consacré à la lourde tâche de concilier les héritages révolutionnaires et napoléoniens avec ceux de l’Ancien Régime. Il défend ces derniers, sans pour autant accéder aux demandes des plus ultras de ses propres partisans.
D'autres n'oublient pas que c'est un ancien émigré, chassé par la Révolution qui a exterminé une partie de sa famille, et ramené sur le trône de France avec l'aide d'étrangers.
En même temps, il s'entoure aussi d'anciennes gloires du premier Empire, ralliées à la Restauration. Il nomme même un ancien régicide, Fouché comme ministre du gouvernement provisoire qui suit son retour.
Il met un point d’honneur à toujours constituer un ministère issu de la majorité parlementaire, ce à quoi rien ne le contraint, préfigurant ainsi le parlementarisme qui se mettra en place en France par la suite.
En septembre 1815, il fait appel, pour diriger le gouvernement, au duc de Richelieu, de tendance libérale, qui a longuement séjourné en Russie durant l'émigration et y a noué des liens d'amitié avec la famille impériale russe, en étant, en particulier, l'artisan du développement de la ville d'Odessa.
Lors du congrès d'Aix-la-Chapelle, à la fin de 1818, Richelieu obtient, avec le soutien du tsar Alexandre Ier, une forte décote de l'indemnité mise à la charge de la France par le traité de Paris du 20 novembre 1815, et le départ des troupes étrangères d'occupation.
Sur un plan diplomatique, le congrès d'Aix-la-Chapelle marque le retour de la France dans le « Concert des nations », que la Révolution et le régime impérial lui avaient fait quitter.
Les opposants de Louis XVIII restent trop faibles et divisés pour menacer en quoi que ce soit la position royale. Le roi dissout ainsi une première Chambre ultra en 1816, la célèbre Chambre introuvable.
Ayant accepté les résultats de la Révolution, Louis XVIII apparaît comme un roi modéré, menant une vie de cour sans fastes excessifs, trop fade même aux yeux de certains, particulièrement en comparaison du régime précédent.
Comme son prédécesseur, il s'abstient de résider au château de Versailles, où il est né et qui reste vide sous son règne. Il réside principalement au palais des Tuileries et au château de Saint-Cloud, deux monuments aujourd'hui disparus.
Malgré une apparente faiblesse, Louis XVIII réussit non seulement à maintenir un équilibre entre ultras et libéraux, mais aussi à ramener la paix et la prospérité dans une nation épuisée par les dernières guerres napoléoniennes.
Louis XVIII démontre une certaine force de caractère et il est d'ailleurs capable, à l'occasion, de traits d'humour féroces.
Très jaloux de son pouvoir, le roi veut tout contrôler. N'appréciant pas les longs rapports[pas clair], il crée un système d'« anarchie paternelle », cédant souvent aux influences de sa cour, aux nombreuses sollicitations des anciens émigrés spoliés par la Révolution.
Au pouvoir, il met en place des lieux de mémoire liés à l'historiographie des temps précédents : il fait restaurer la nécropole royale de la Basilique de Saint Denis, construire la chapelle expiatoire.
En vertu du traité de Paris du 20 novembre 1815, une ordonnance du 8 janvier 1817, suivie par une loi du 15 avril 1818, abolit l'esclavage et la traite négrière.
Les élections partielles du 11 septembre 1819 constituent une nouvelle avancée pour les libéraux mais l'élection de l'abbé Grégoire comme député de l'Isère provoque un retournement d’alliance au gouvernement.
En sens inverse, une autre vague de contestation naît avec le violent assassinat, en 1820, de son neveu le duc de Berry, alors troisième à la succession au trône derrière son père le comte d'Artois et son frère aîné le duc d'Angoulême et seul membre de la famille à pouvoir assurer sa descendance.
Cet assassinat entraîne, par réaction, la fin du ministère Élie Decazes avec son remplacement en 1820 par le second ministère Richelieu, puis en 1821 par le ministère Villèle et le retour des ultras, annonçant « par conséquent la fin de la Restauration libérale ».

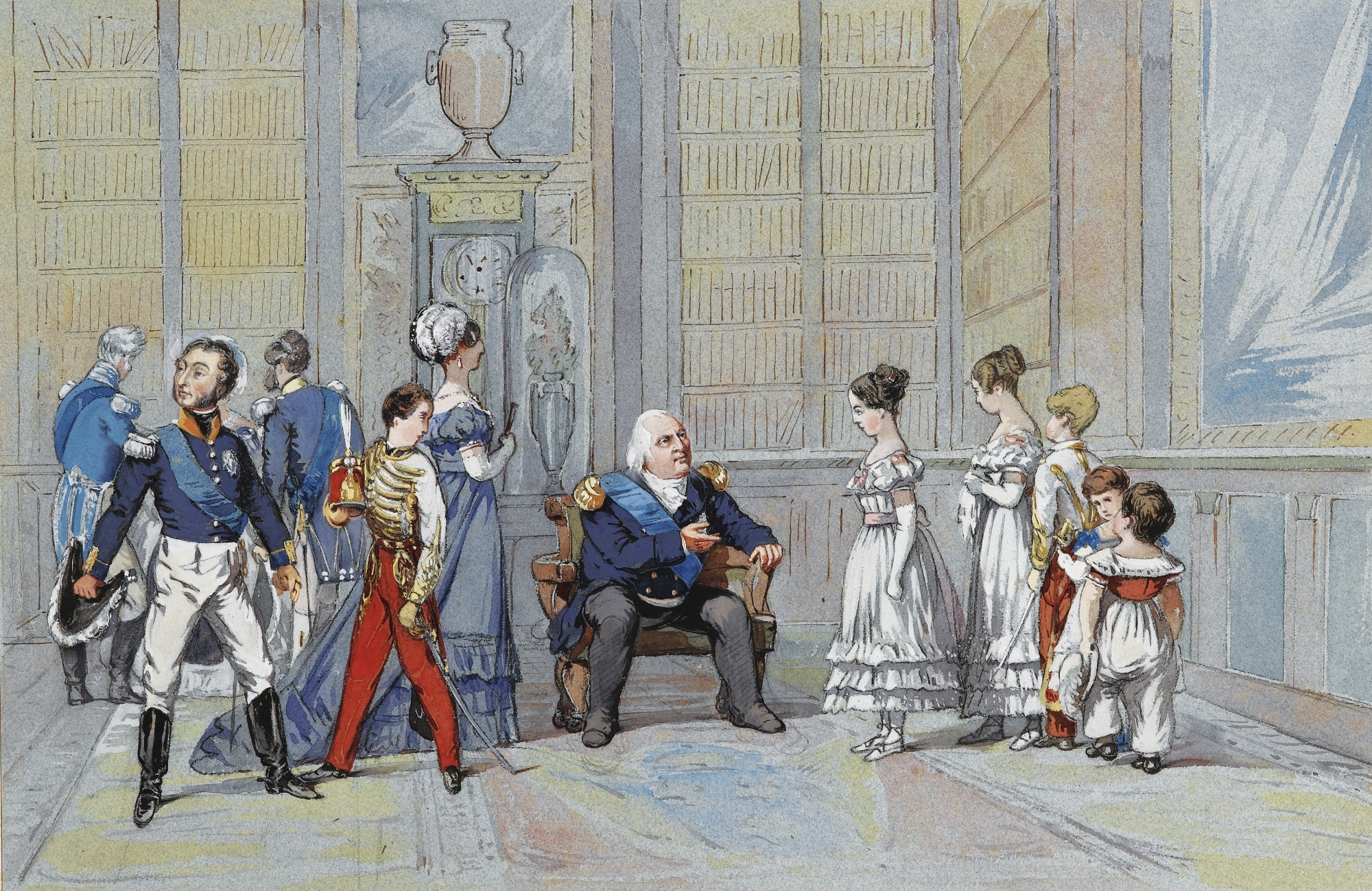
Présentation au roi Louis XVIII, aquarelle du prince de Joinville, vers 1890.

### Expédition d'Espagne

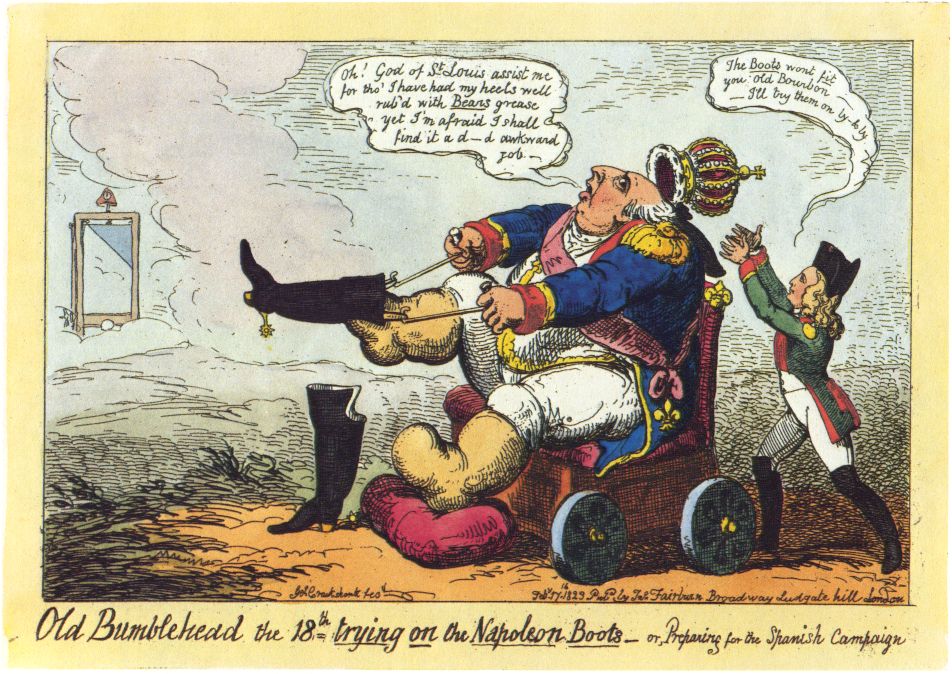
Louis XVIII essayant les bottes de Napoléon et préparant la campagne d'Espagne, caricature anglaise de George Cruikshank publiée le 17 février 1823.

En 1820, le roi d'Espagne Ferdinand VII doit faire face à un soulèvement populaire conduit par les libéraux. Ce mouvement révolutionnaire lui reproche l'absolutisme de son pouvoir et les nombreuses répressions à l'encontre des libéraux. Ferdinand VII doit alors se soumettre, et remettre en vigueur la Constitution de 1812 et ainsi confier le pouvoir à des ministres libéraux.
Des élections ont lieu en 1822 aux Cortes, qui donnent la victoire à Rafael del Riego, dans une Europe secouée par les mouvements démocrates qui perturbent l'ordre intérieur des États. Ferdinand VII s'est retiré à Aranjuez, où il se considère comme prisonnier des Cortes.
En France, les ultras pressent le roi Louis XVIII d'intervenir. Pour tempérer leur ardeur contre-révolutionnaire, le duc de Richelieu fait déployer le long des Pyrénées des troupes chargées de protéger la France contre la prolifération du libéralisme venant d'Espagne et la contagion de la « fièvre jaune ». En septembre 1822, ce « cordon sanitaire » devient un corps d'observation, puis se transforme très vite en une expédition militaire.
Les libéraux négocient leur reddition en échange du serment du roi de respecter les droits des Espagnols. Ferdinand VII accepte. Mais le 1er octobre 1823, se sentant appuyé par les troupes françaises, Ferdinand VII abroge de nouveau la Constitution de Cadix, manquant ainsi à son serment. Il déclare « nuls et sans valeur » les actes et mesures du gouvernement libéral. C'est le début de la « décennie abominable » pour l'Espagne.
Chateaubriand, ministre des Affaires étrangères du gouvernement Villèle, déclare dans ses Mémoires d'outre-tombe : « Enjamber d'un pas les Espagnes, réussir là où Bonaparte avait échoué, triompher sur ce même sol où les armes de l'homme fantastique avaient eu des revers, faire en six mois ce qu'il n'avait pu faire en sept ans, c'était un véritable prodige ! »

### Dernières années
Louis XVIII souffre de diabète et d’une goutte qui empire avec les années et lui rend tout déplacement extrêmement difficile à la fin de son règne. Dans ses dernières années, le roi podagre doit marcher à l'aide de béquilles et est souvent déplacé en fauteuil roulant dans ses appartements, lui-même se baptisant « le roi fauteuil » alors que les plus virulents des bonapartistes, puis le petit peuple, l'affublent du quolibet de « gros cochon » ou « Cochon XVIII ». Vers la fin de sa vie, il est atteint d'artériosclérose généralisée, en outre la gangrène ronge son corps devenu impotent et appesanti par l'hydropisie. À la fin du mois d'août 1824, la gangrène sèche qui a attaqué un pied et le bas de la colonne vertébrale, a provoqué une large plaie suppurante en bas du dos et l'a rendu méconnaissable. Fièrement, il refuse de s'aliter, reprenant les propos de Vespasien : « Un empereur doit mourir debout ». Mais, le 12 septembre, sa terrible souffrance l'oblige à se coucher. Il se décompose vivant et dégage une odeur si nauséabonde que sa famille ne peut rester à son chevet. Un de ses yeux a fondu[pas clair] ; le valet de chambre, en voulant déplacer le corps, arrache des lambeaux du pied droit ; les os d'une jambe sont cariés, l'autre jambe n'est qu'une plaie, le visage est noir et jaune.

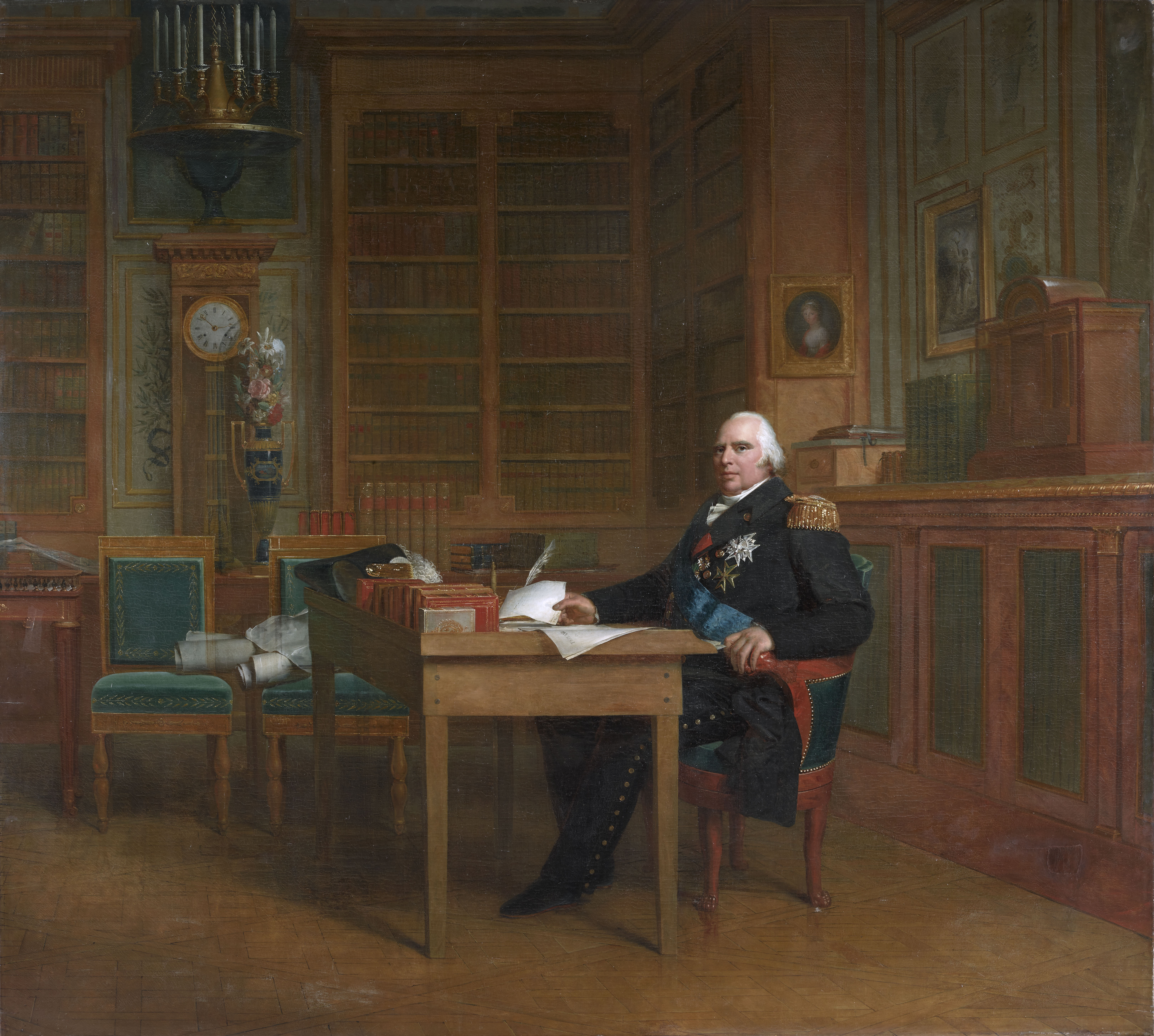
Le roi Louis XVIII dans son cabinet de travail des Tuileries, toile de François Gérard, château de Maisons-Laffitte, 1823.

Le 13 septembre, Louis XVIII reçoit les derniers sacrements du grand aumônier de France, Monseigneur de Croÿ, archevêque de Rouen.

### Mort et inhumation

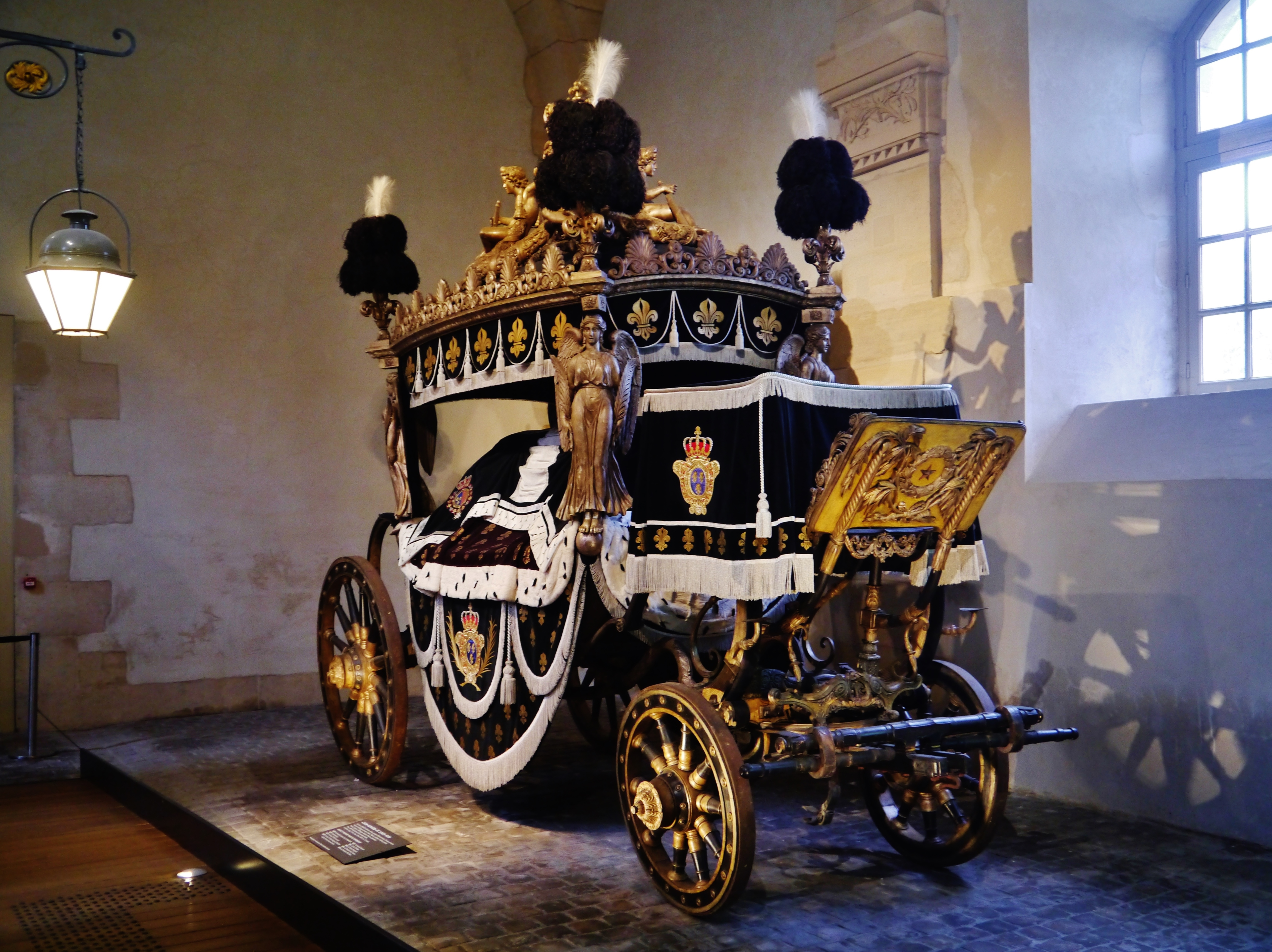
Carrosse funéraire de Louis XVIII, Musée des Carrosses.

À 68 ans, le roi Louis XVIII s'éteint le 16 septembre 1824 à quatre heures du matin, dans sa chambre du palais des Tuileries. Sans descendance, c'est alors son dernier frère, le comte d'Artois, qui lui succède sur le trône à l'âge de 67 ans, devenant le roi Charles X.
Louis XVIII est le dernier roi de France à être autopsié et embaumé : le pharmacien Labarraque doit asperger le corps d'une solution de chlorure de chaux afin d'arrêter la marche de la putréfaction.
Le 25 octobre 1824, le roi Louis XVIII, dernier monarque de France mort au pouvoir, est inhumé dans la basilique de Saint-Denis.

### Millénaire navarrais
L'année du décès en fonction de Louis XVIII (1824) correspond au millénaire de l'accession au trône du premier roi de Navarre Eneko Aritza en 824, 36 générations les séparant. Le titre de roi de Navarre, associé à celui de roi de France, sera encore porté par son successeur jusqu'à son renversement en 1830.
- Eneko Aritza (intronisé en 824)
  -  García Ier
    -  Fortún
      - Oneca
        -  Toda
          -  García II
            -  Sanche II
              -  García III
                -  Sanche III
                  -  García IV
                    - Sanche
                      - Ramire
                        -  García V
                          -  Sanche VI
                            - Blanche
                              -  Thibaut Ier
                                -  Henri Ier
                                  -  Jeanne Ire
                                    -  Louis Ier (Louis X de France)
                                      -  Jeanne II
                                        -  Charles II
                                          -  Charles III
                                            -  Blanche Ire
                                              -  Éléonore Ire
                                                - Gaston
                                                  -  Catherine Ire
                                                    -  Henri II
                                                      -  Jeanne III
                                                        -   Henri III (Henri IV de France)
                                                          -   Louis XIII
                                                            -  Louis XIV
                                                              - Louis
                                                                - Louis
                                                                  -  Louis XV
                                                                    - Louis
                                                                      -  Louis XVIII (mort en 1824)

## Surnoms
Louis XVIII est appelé « les dix-huit boutons », selon l’apostille au roman de Barbey d'Aurevilly, Une vieille maîtresse.
D’autres surnoms lui ont été attribués :
- le Roi Errant[39]
- le Roi Désiré[40]
- le Roi des huitres[41]
- Louis des huitres[42]
- Louis dix-huitres[43]
- le Roi fauteuil[40]
- Notre père de Gand, puis Notre paire de gants[44]
- Cochon XVIII[44]
- le Gros Dado[44].

## Titulature et monogramme

### Titulature
- 17 novembre 1755 - 8 juin 1795 : Son Altesse Royale Louis Stanislas Xavier de France, fils de France, comte de Provence ;
- 8 juin 1795 - 20 mars 1815 : Sa Majesté le roi de France et de Navarre ;
  - 20 mars 1815 - 8 juillet 1815 : Sa Majesté le roi Louis XVIII (Cent-Jours) ;
- 8 juillet 1815 - 16 septembre 1824 : Sa Majesté le roi de France et de Navarre.

### Monogramme
Le monogramme de Louis XVIII se compose de deux « L » adossés :

Monogramme de Louis XVIII.
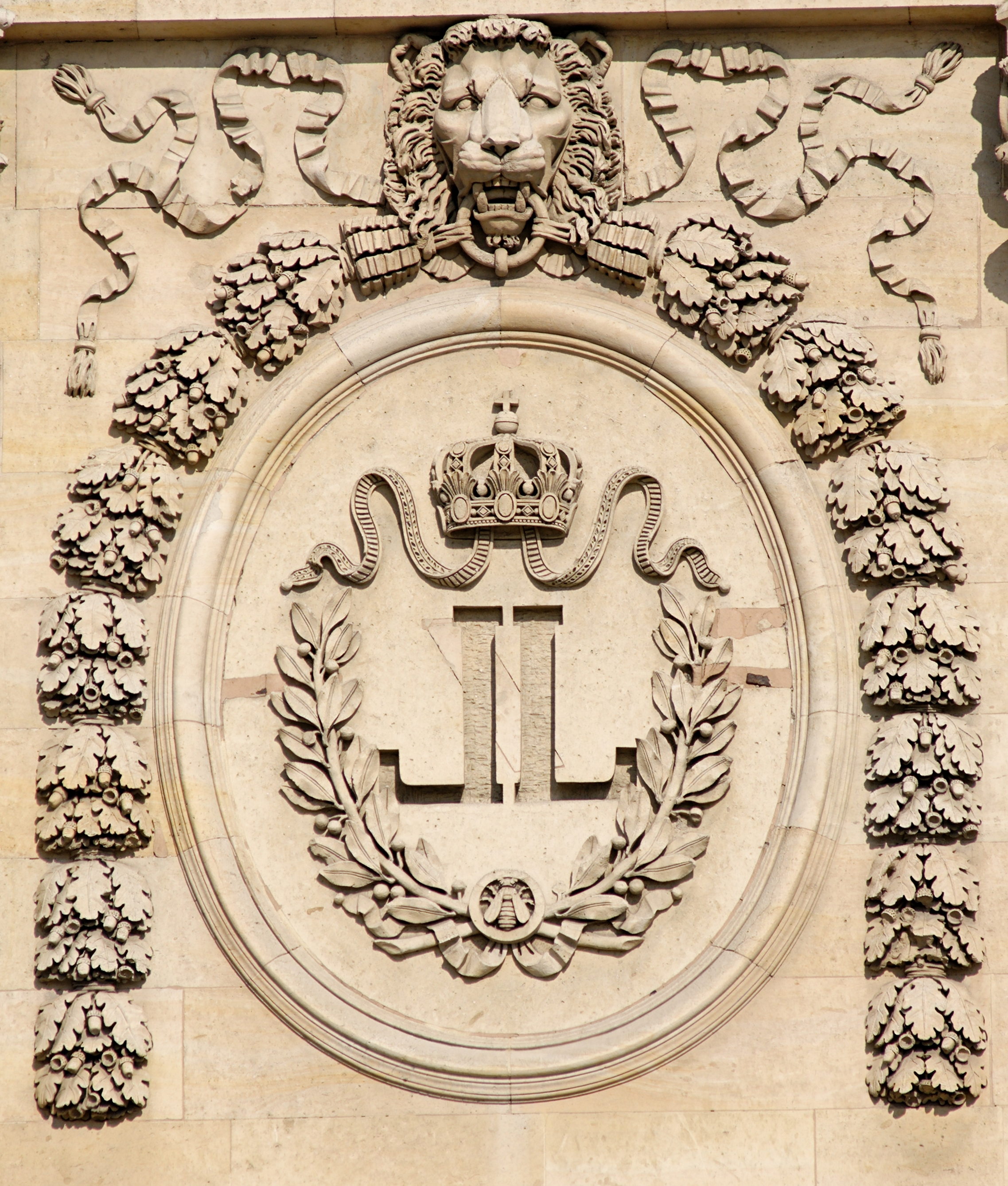
Cour carrée du Louvre.
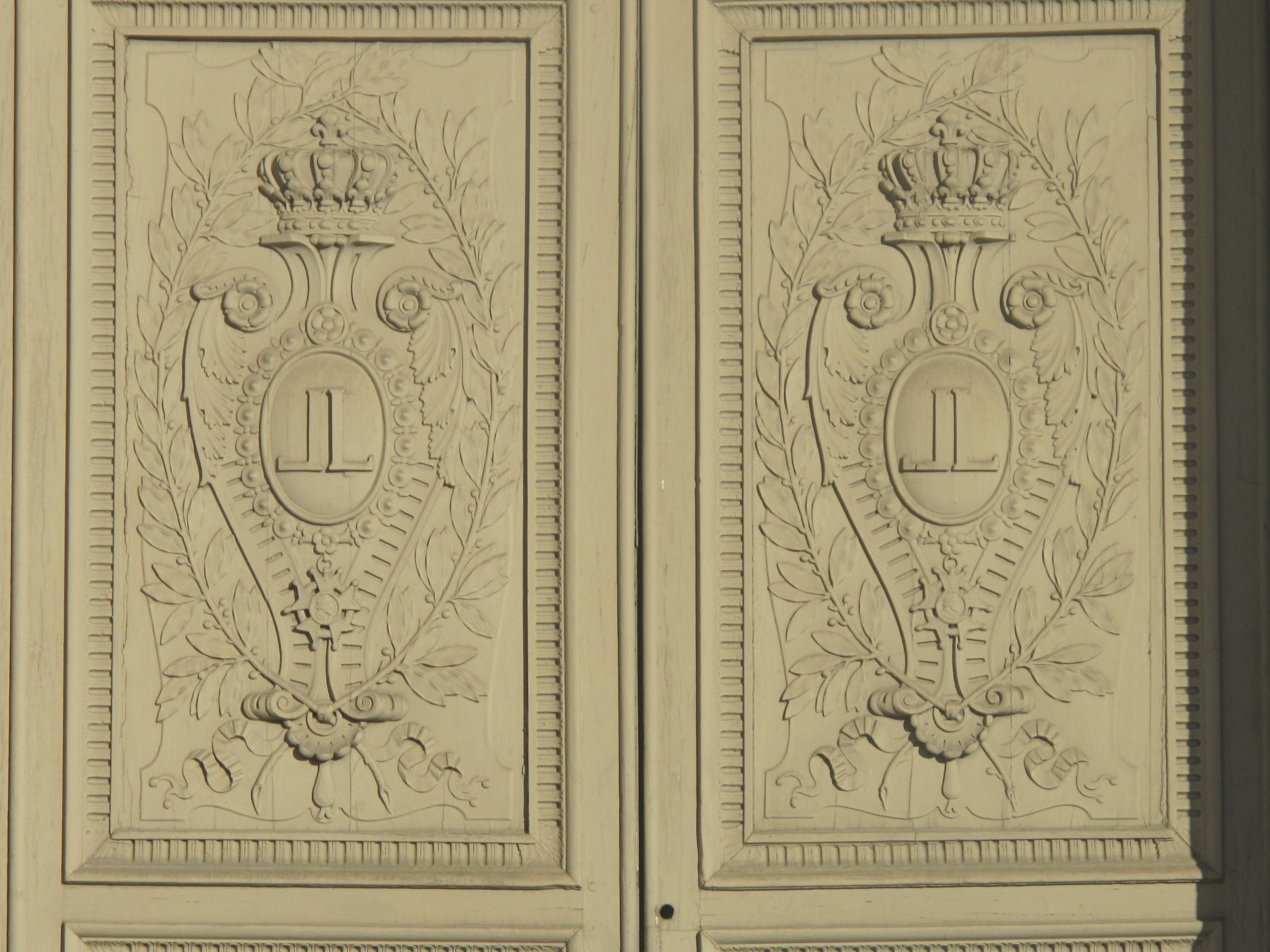
Porte Louis XVIII de la cour carrée du Louvre.

## Postérité
À Paris, la rue Stanislas et le collège du même nom lui doivent leur appellation : Louis étant le prénom héréditaire des Bourbons, le deuxième prénom du comte de Provence étant choisi en souvenir de son arrière-grand-père, le roi de Pologne Stanislas Leszczynski.

### Sacre et sculpture
Contrairement à Napoléon 1er, Louis XVIII n'a pas été sacré, bien que le sacre fût prévu dans l'article 74 de la Charte de 1814.
Son frère, Charles X, qui lui succéda, renoua avec la tradition du sacre, le 29 mai 1825 dans la cathédrale de Reims.
Un roi sacré devait avoir des pouvoirs divins (le roi de France, par exemple, guérissait les écrouelles), et montrer une image d'homme puissant, valide, en bonne santé. Ne pouvant montrer au public qu'un physique diminué, Louis XVIII renonça au sacre.
Cependant, une sculpture de Louis XVIII, en costume de sacre, fut commandée par ses soins en 1815 au sculpteur Cortot. Elle est exposée dans la gypsothèque de la villa Médicis à Rome.

### Portraits, caricature et sobriquets

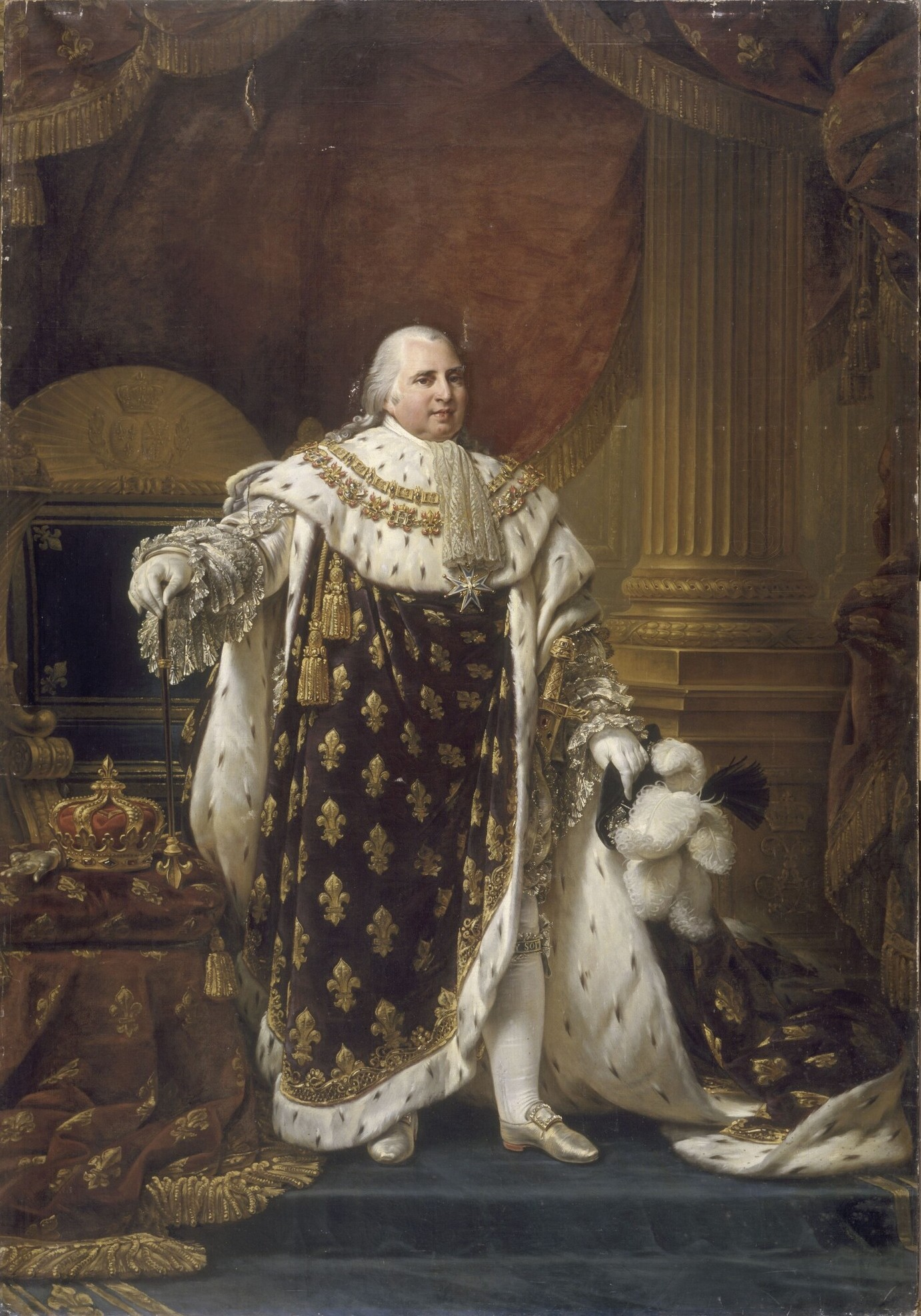
Louis XVIII en tenue de sacre - Antoine Jean Gros

Différents portraits officiels de Louis XVIII ont été peints, le plus connu et le plus solennel étant celui exécuté par Antoine-Jean Gros, aujourd'hui conservé au Musée de l'Histoire de France, au château de Versailles, dupliqué en peinture et en gravure. Dans la tradition de ce type de portrait, il est représenté debout, en tenue de sacre et en pied, à côté d'une colonne, symbole de stabilité, du trône, symbole de souveraineté, de tous les attributs de cette dernière : sceptre, couronne, main de justice... Plus étonnant, comme il était d'usage de commander en pendant un portrait de la souveraine, le roi demande au même artiste de figurer sa nièce, la duchesse d'Angoulême avec les attributs de la reine de France. Les deux portraits sont placés en vis à vis à l'Assemblée.                                                             
Le plumeau du chapeau que le roi tient à la main étant fait d'abondantes plumes d'autruches blanches, et son manteau fleurdelisé étant colleté et fourré d'hermine, il suscita l'épigramme intitulé : "le Gros l'a peint" (le gros lapin), qui fustigeait le peintre autant que le modèle.
En matière d'art populaire, dans la continuité de la caricature révolutionnaire sous Louis XVI, Louis XVIII est notamment figuré en cochon et l'épithète populaire « gros cochon », fréquente, est reproduite par la littérature, notamment chez Victor Hugo.
L'imagerie populaire et la caricature sont moins originales et diversifiées à son endroit qu'elles ne le seront pour Charles X. À travers différentes représentations, elles le caricaturent facilement, en mettant en image sa corpulence et son appétit, ce qu'Annie Duprat analyse en constatant que « la mise en image du gros appétit et de la forte corpulence des Bourbons, bien au-delà d'une simple plaisanterie, renvoie à tous les écrits et à toutes les représentations des rois ogres, anthropophages et dévoreurs du peuple par le biais des impôts et de la guerre ».

### Cinéma
- 1929 : Napoléon à Sainte-Hélène de Lupu Pick avec Albert Florath
- 1934 : 
  - The Iron Duke de Victor Saville avec Allan Aynesworth
  - Le Comte de Monte Cristo par Ferdinand Munier
- 1935 : 
  - Campo di Maggio de Giovacchino Forzano avec Ernesto Marini
  - Cent jours (Hundert Tage) de Franz Wenzler avec Ernst Legal
- 1938 :
  - Marie-Antoinette par Albert Dekker
  - Remontons les Champs-Élysées par Philippe Richard
- 1940 : Les Rothschilds d’Erich Waschneck avec Hans Leibelt
- 1942 :
  - Le Destin fabuleux de Désirée Clary par Gaston Mauger
  - La Duchesse de Langeais par Gaston Mauger
- 1948 : Le Diable boiteux par Henry Laverne
- 1954 : Le Comte de Monte-Cristo de Robert Vernay avec Jean Temerson
- 1955 : Napoléon de Sacha Guitry avec Lucien Baroux
- 1956 : Marie-Antoinette reine de France par Jacques Bergerac
- 1957 : Si le roi savait ça... (All servizio dell'imperatore) de Caro Canaille avec Mario Passante
- 1961 : La Fayette par Henri Tisot
- 1970 : Waterloo par Orson Welles
- 1996 : Beaumarchais, l'insolent par Pierre Gérard
- 1998 : Le Radeau de la Méduse par André Penvern
- 2006 : Marie-Antoinette par Sebastian Armesto
- 2012 : Les Adieux à la reine par Grégory Gadebois
- 2023 : Napoléon par Ian McNeice

### Télévision
- 1957 : Le Sacrifice de Madame Lavalette de Stellio Lorenzi avec René Bourbon
- 1958 : The Lost King de Naomi Capon avec Felix Felton
- 1964 : Catch as Catch Can de David Benedictus avec David Horne
- 1966 : Il conte di Montecristo d’Edmo Fenoglio avec Mario Scaccia
- 1970 : Cadoudal de Guy Seligman avec Georges Audoubert
- 1971 : Les Nouvelles Aventures de Vidocq de Marcel Bluwal avec Jacques Monod
- 1972 : 
  - Le Comte de Lavalette de Jean-Pierre Decourt avec Jean-Paul Moulinot
  - Talleyrand ou Le Sphinx incompris de Jean-Paul Roux avec Aram Stéphane
- 1975 : Marie-Antoinette par Christian Plantu et Gérard Caillaud
- 1979 : 
  - Le Dernier Choix du maréchal Ney de Maurice Frydland avec Pierre Gualdi
  - Le Comte de Monte-Cristo par Jean Turlier
- 1988 : Napoléon de Jean-Jacques Sheitoyan avec Paul Buissonneau
- 1989 :
  - Les Jupons de la Révolution par Vincent Solignac
  - La Comtesse de Charny par Marion Sarraut par Serge Beauvoir
- 2002 : Napoléon par André Chaumeau
- 2006 : Marie-Antoinette par Vincent Champoux
- 2010 : Chateaubriand de Pierre Aknine avec Hervé Briaux
- 2011 : Louis XVI, l'homme qui ne voulait pas être roi par Matthieu Rozé
- 2022 : Marie-Antoinette par Jack Archer
- 2024 : La Guerre des trônes, la véritable histoire de l'Europe (Saison 8) : Damien Jouillerot

## Citations
« Je suis comme les femmes pas très jolies, que l'on s'efforce d'aimer par raison. »

— Louis XVIII

« Qui pouvait résister à l’esprit déflorateur de Louis XVIII, lui qui disait que l’on n'a de véritables passions que dans l’âge mûr, parce que la passion n’est belle et furieuse que quand il s’y mêle de l’impuissance et qu’on se trouve alors à chaque plaisir comme un joueur à son dernier jeu. »

— Honoré de Balzac, Le Lys dans la Vallée

« Et les uns accouraient, et les autres se rangeaient : car un roi qui passe, c'est toujours un tumulte. Du reste l'apparition et la disparition de Louis XVIII faisait un certain effet dans les rues de Paris. Cela était rapide, mais majestueux. Ce roi impotent avait le goût du grand galop ; ne pouvant marcher, il voulait courir ; ce cul-de-jatte se fût fait volontiers traîner par l'éclair. Il passait, pacifique et sévère, au milieu des sabres nus. Sa berline massive, toute dorée, avec des grosses branches de lys peintes sur les panneaux, roulait bruyamment »

— Victor Hugo, Les Misérables

### Biographies deLouisXVIII

#### Biographies modernes
- Philip Mansel (trad. de l'anglais par Denise Meunier), Louis XVIII, Paris, Perrin, 2004, 522 p. (ISBN 2-262-02204-6).
- Paul et Pierrette Girault de Coursac, Les deux frères de Louis XVI, Paris, Éditions François-Xavier de Guibert, 1999, 435 p. (ISBN 2-86839-585-6).
- Georges Bordonove, Louis XVIII le Désiré, Paris, France Loisirs, 1991, 318 p. (ISBN 2-7242-6385-5).
- Évelyne Lever, Louis XVIII, Paris, Fayard, 1988 (réimpr. 1997), 597 p. (ISBN 2-213-02029-9 et 2-012-79348-7).

#### Biographies anciennes
- Duc René de La Croix de Castries, Louis XVIII : portrait d’un roi, Paris, Hachette, 1969, 413 p. (BNF 32942507).
- Gérard Walter, Le comte de Provence, frère du roi, « régent » de France, roi des émigrés, Paris, A. Michel, 1950, 462 p. (BNF 31620069).
- Pierre Lafue, Louis XVIII, Paris, Les Éditions de France, 1944, 311 p. (BNF 34189081).
- Ernest Daudet, Louis XVIII et le duc Decazes, Paris, E. Plon, Nourrit et Cie, 1899, 495 p. (BNF 30302815).
- Comte Oscar de Poli, Louis XVIII, Paris, Bureaux de la Civilisation, 1880 (4e édition), 356 p. (BNF 34030787).

### Histoires de la Restauration
- Francis Démier, La France de la Restauration : l’impossible retour du passé, Paris, Gallimard, coll. « Folio Histoire », 2012, 1095 p. (ISBN 978-2-07-039681-8).
- (en) Munro Price, The Perilous Crown : France between Revolutions, Londres, Macmillan, 2007, 462 p. (ISBN 978-1-4050-4082-2 et 1-4050-4082-3).
- Emmanuel de Waresquiel et Benoît Yvert, Histoire de la Restauration : naissance de la France moderne, Paris, Perrin, coll. « Tempus », 2002, 486 p. (ISBN 2-262-01901-0).
- Guillaume de Bertier de Sauvigny, La Restauration, Paris, Flammarion, 1990 (1re éd. 1955), 506 p. (ISBN 2-08-081237-8).

### Pouvoir royal (aspects juridiques)
- Oscar Ferreira, Le pouvoir royal (1814-1848). À la recherche du quatrième pouvoir ?, Paris, LGDJ - Lextenso, 2021, VIII-570 p.  (ISBN 978-2-275-08393-3)

### Personnalités de la Restauration

#### La famille royale
- Georges Bordonove, Charles X : dernier roi de France et de Navarre, Paris, Pygmalion, 2008, 313 p. (ISBN 978-2-7564-0242-0).
- Hélène Becquet, Marie-Thérèse de France : l’orpheline du Temple, Paris, Perrin, 2012, 414 p. (ISBN 978-2-262-03244-9).
- François de Coustin, Louis XIX. Duc d’Angoulême, Paris, Perrin, 2017, 480 p.  (ISBN 978-2262070571).
- Laure Hillerin, La duchesse de Berry : l’oiseau rebelle des Bourbons, Paris, Flammarion, 2010, 541 p. (ISBN 978-2-08-122880-1).
- Matthieu Mensch, Les femmes de Louis XVIII, Paris, Perrin, 2024, 352 p.  (ISBN 9782262101138)
- Arnaud Teyssier, Louis-Philippe : le dernier roi des Français, Paris, Perrin, 2010, 450 p. (ISBN 978-2-262-03271-5).

#### Les chefs de ministères
- Emmanuel de Waresquiel, Le duc de Richelieu : un sentimental en politique, Paris, Perrin, 2009, 498 p. (ISBN 978-2-262-03117-6).
- Emmanuel de Waresquiel, Talleyrand : le prince immobile, Paris, Fayard, 2003, 796 p. (ISBN 2-213-61326-5).
- Georges Lacour-Gayet (préf. François Furet), Talleyrand, Paris, Payot, 1990 (1re éd. 1930), 1453 p. (ISBN 2-228-88296-8).
- Félix Bonafé, Élie, duc Decazes : homme d’État et franc-maçon, Tulle, Maugein, 1973, 144 p. (BNF 35173678).

### Les Cent-Jours
- Emmanuel de Waresquiel, Cent-Jours : la tentation de l’impossible, Paris, Fayard, 2008, 687 p. (ISBN 978-2-213-62158-6).
- Dominique de Villepin, Les Cent-Jours ou L’esprit de sacrifice, Paris, Perrin, 2001, 634 p. (ISBN 2-262-01397-7).

### Mémoires
- Philippe d’Hardouineau, Mémoires sur l’exil de la famille royale, Paris, Vernarel et Tenon, 1825. — Texte publié par Alphonse de Beauchamp dans Mémoires secrets et inédits pour servir à l’histoire contemporaine, tome 2, pp. 129-222. — Cette relation, parue sous l’anonymat, est due au vicomte Philippe d’Hardouineau, aide de camp de Louis XVIII. Il accompagna le roi en exil entre 1795 et 1801. Son récit s’attarde plus particulièrement sur le séjour à Mittau ;
- Comte Remacle, Relations secrètes des agents de Louis XVIII à Paris sous le Consulat (1802-1803), 1899, Paris, Librairie Plon, 472 pages, lire en ligne ;
- Duc Pierre-Marc-Gaston de Lévis, Souvenirs-portraits, Paris, Mercure de France, coll. « Le Temps retrouvé », 1993 (1re éd. 1813), 436 p. (ISBN 2-7152-1765-X).
- Baron Pierre-Victor de Besenval, Mémoires du baron de Besenval sur la cour de France, Paris, Mercure de France, coll. « Le Temps retrouvé », 1987, 576 p. (ISBN 2-7152-1459-6, lire en ligne).
- Comtesse Adèle de Boigne, Mémoires de la comtesse de Boigne, Paris, Mercure de France, coll. « Le Temps retrouvé », 1986, 1091 p. (ISBN 2-7152-1401-4 et 2-7152-1402-2) (2 volumes).
- Comte Louis de Saint-Aulaire, Comte de Saint-Aulaire. Souvenirs, Paris, C. Lévy, 1926, 360 p. (BNF 31279617).
- Marie-Thérèse, fille de France, Journal de la duchesse d’Angoulême, Paris, F. Didot, 1893, 167 p. (BNF 35134288).

### Écrits
- [Louis XVIII], Correspondance et écrits politiques de S.M. Louis XVIII, 1824, Paris, Rapilly libraire, VI-220 pages, lire en ligne
- [Louis XVIII], Relation d'un voyage à Bruxelles et à Coblentz, 1791, 1823, Paris, Baudouin frères, 120 pages, lire en ligne ;
- Louis XVIII, Mémoires, Bruxelles, L. Hauman, 1832-1833, 506 p. (BNF 38914263, lire en ligne) (12 volumes).